# Parti socialiste de Guinée
Le Parti socialiste de Guinée était un parti politique guinéen, fondé avant les élections législatives de novembre 1946. Le parti est né du club Peul de l'École normale William-Ponty. La liste du parti socialiste pour l'élection était composée de Mamba Sano (un des dirigeants de forestier) et de Barry Diawadou (président d'AGV). La liste a remporté l'un des deux sièges attribués à la Guinée, et Sano a été élu. Au total, la liste du parti avait obtenu 30 982 voix.